# Sun Microsystems Laboratories
Sun Microsystems Laboratories, или Sun Labs — научно-исследовательское отделение Sun Microsystems. Оно было основано в 1990 и расположено в Menlo Park, Калифорния и Burlington, Массачусетс.
Sun Labs работает в сфере высоких технологий, таких как асинхронные схемы, оптические коммуникации, новые веб-технологии, технология Java, компьютерные сети и др.